# カーライル・グループ
カーライル・グループ（英: The Carlyle Group）は、アメリカ合衆国ワシントンD.C.を本拠とするプライベート・エクイティ・ファンド（投資ファンド）。バイアウト、グロース・キャピタル、リアルエステート、レバレッジド・ファイナンスの4つの部門で約 2,200名以上の従業員が勤務している。

## 概要
カーライル・グループは、デビッド・ルーベンスタイン、ウィリアム・コンウェイ・ジュニア、ダニエル・ダニエロ等によって1987年に創立され、現在までに全世界で700件近くの投資実績がある。社名の由来はニューヨークのセントラルパーク近くにある高級ホテルであるカーライル・ホテル（The Carlyle Hotel）である。ルーベンスタインは理由として「みんながよくやるギリシャ・ローマ神話の神様の名前なども考えたがどれもしっくりこず、上品だしファッショナブルでもあるので」と語っている 。過去の投資家として、ジョージ・H・W・ブッシュ（ジョージ・W・ブッシュの父）が知られている。

## 日本における活動
日本においては2000年にオフィスを開設し、事業を開始。外資系のプライベートエクイティであるにもかかわらず、全員が日本人で日本流の投資スタイルを貫く特徴的なファンドである。投資実績も国内勢と引けをとらない。
バイアウト
比較的大型のMBOを中核とする部門。日本向け投資専用のファンドを2本、合計で約2,000億円を運用。投資金額規模でエクイティ100億円以上の大型案件を対象。
リアルエステート
不動産投資事業を行う部門。日本全国におけるオフィスビル、商業施設、ホテル、介護施設等さまざまなアセットクラスへの積極的な展開を特色とする。アジアファンドの一拠点として活動。

## 投資先と実績

### 海外

#### バイアウト
- Hertz  (レンタカー)
- ダンキンブランズ（含：ダンキンドーナッツ）
- バスキン・ロビンス
- アリソン・トランスミッション
- フリースケール・セミコンダクタ
- ブーズ・アレン・ハミルトン
- アヴィオ
- アライアンス・ブーツ
- キンダー・モルガン

#### グロース・キャピタル
- Focus Media (フォーカス・メディア）（広告・メディア、在中国)
- Anxin Flooring（アンシン・フローリング）（床材メーカー、在中国）
- Claris Lifesciences （クラリス・ライフサイエンス）（後発薬メーカー、在インド）

### 日本

#### バイアウト
| 企業名                  | 投資期間 | 備考                                                               |
| ----------------------- | -------- | ------------------------------------------------------------------ |
| 三共理化学              | 2019年 - |                                                                    |
| オリオンビール          | 2019年 - | 2024年に近鉄グループホールディングスへ一部株式を譲渡。             |
| KANAMEL                 | 2021年 - |                                                                    |
| エネウィル              | 2021年 - |                                                                    |
| ユーザベース            | 2022年 - |                                                                    |
| 岩崎電気                | 2023年 - | 子会社のコスモホールディングスが創業家一族および一般株主より取得。 |
| 星光PMC                 | 2023年 - |                                                                    |
| 日本KFCホールディングス | 2024年 - |                                                                    |
| キョウデン              | 2024年 - |                                                                    |
| カオナビ                | 2025年 - |                                                                    |

| 企業名                                                            | 投資期間        | 備考 |
| ----------------------------------------------------------------- | --------------- | --- |
| キトー                                                            | 2003年 - 2011年 | 非上場化による戦略転換（海外展開の推進など）、2007年に東京証券取引所第1部へ再上場。2011年に保有株を売却、資本関係解消。                |
| ウィルコム（後のワイモバイル）                                    | 2004年 - 2014年 | Y!mobileへブランド転換後ソフトバンクに吸収合併。会社更生法を適用し、ソフトバンク傘下で経営再建を完了。                                 |
| 東芝セラミックス（後のクアーズテック）                            | 2007年 - 2014年 | 親会社である東芝からの切り離し。米CoorsTekへ売却。                                                                                     |
| クオリカプス                                                      | N/A             | 親会社である塩野義製薬からの切り離し。                                                                                                 |
| チムニー                                                          | 2009年 - 2013年 | 親会社である米久から独立。2013年には設立母体・イオン（旧ジャスコ）の関連会社である東北地盤の酒類小売大手・やまやの子会社として再出発。 |
| ブロードリーフ                                                    | 2009年 - 2013年 | 親会社であるアイ・ティー・エックスから独立。                                                                                           |
| SBIモーゲージ（後のSBIアルヒ）                                    | 2014年 - 2022年 | SBIホールディングスより取得、商号をアルヒ株式会社に変更。再度SBIグループ入り。                                                         |
| ツバキ・ナカシマ                                                  | N/A             | 野村プリンシパル・ファイナンスより取得。                                                                                               |
| Walbro Engine Management （ウォルブロー・エンジン・マネジメント） | N/A             | サン・キャピタル・パートナーズより取得。                                                                                               |
| 名水美人ファクトリー                                              | 2016年 - 2020年 | 神明ホールディングスへ売却。 |
| ウイングアーク1st                                                 | 2016年 - 2021年 | 東証一部へ上場。 |
| マネースクエアHD                                                  | 2016年 - 2023年 | ニューシナジー投資事業有限責任組合へ売却。                                                                                             |
| トキワ                                                            | 2019年 - 2024年 | 日本コルマーホールディングスへ売却。                                                                                                   |
| 国際航業                                                          | 2021年 - 2023年 | ミライト・ワンへ売却。 |
| リガク                                                            | 2021年 - 2024年 | 東証プライムへ上場。 |
| TOTOKU                                                            | 2022年 - 2025年 | SWCCと日本政策投資銀行へ株式譲渡。 |

#### リアルエステート
- パワーセンター大津：日本全国を対象とした、地域分散の図れた商業施設ポートフォリオ構築の為の一物件
- ビッグホップガーデンモール印西：商業施設オペレーターとの協働による大規模商業施設の開発・付加価値創造。現在は住商アーバン開発が管理・運営

## カーライル・グループと政治家、軍需産業
米国防長官を務めたフランク・カールッチが会長を務めていた時期には、ジョージ・H・W・ブッシュ（いわゆる父ブッシュ、2003年10月に上級顧問を退任）など各国の元政治家や元政府高官がアドバイザリーボードを務めていたが、会長に生粋のビジネスマンであるガースナーを起用した事に象徴されるように現在は路線を変更しており、政府関係者のほとんどが退任している。
また、防衛・軍需産業への投資も行っているが、盛んだったのは上記の政治家などが参加していた時期である。現在の投資残高の中で防衛・軍需産業関連の投資が占める割合は1%に止まるとしており、テレコムやヘルスケアなどの幅広いセクターに投資している。

## 関連人物
- ルイス・ガースナー
- 安達保
- 伊佐山建志
- 鷹野志穂